# Castello di Châteaudun
Il castello di Châteaudun è un castello costruito nel XII secolo e ampliato tra il XV e il XVI secolo, situato su uno sperone roccioso che domina l'abitato di Châteaudun, nel dipartimento dell'Eure-et-Loir. Si trova su uno sperone roccioso che domina la città di Châteaudun e il fiume Loir, nel dipartimento francese di Eure-et-Loir. Insieme al castello di Montsoreau e al Palazzo Jacques Cœur, è uno dei primi esempi di architettura rinascimentale in Francia. Il castello fa parte dei Monumenti storici di Francia.

## Storia
Il conte di Blois Tebaldo I fece costruire in questa posizione una piazzaforte per proteggersi dalla invasioni normanne; Tebaldo V, in seguito, fece erigere intorno al 1170 un torrione. Il 13 ottobre 1391 Guido II di Blois-Châtillon, ultimo conte di Blois, vendette le contee di Blois e Dunois a Luigi I di Valois-Orléans, fratello del re Carlo IV. Nel 1407, dopo l'assassinio di Luigi d'Orléans, Châteaudun e le altre sue proprietà passarono al figlio Carlo.
Questi donò il castello nel 1439 al fratellastro Jean de Dunois detto il "bastardo d'Orleans", compagno d'armi di Giovanna d'Arco, come ricompensa per le imprese militari nella guerra contro gli inglesi. Nel 1452 egli intraprese la costruzione della cappella e dell'edificio principale in stile gotico. Il suo lavoro fu continuato fino al 1518 dai suoi discendenti, i duchi di Longueville, che con Francesco I e Francesco II costruirono l'ala nord, detta anche ala Longueville, in stile Luigi XII, segnando il passaggio tra il gotico fiammeggiante e il primo Rinascimento.
Quando la famiglia Longueville si estinse nel 1694, il castello passò ai duchi di Luynes. Il castello, parzialmente abbandonato dai proprietari, funse da rifugio per gli abitanti di Châteaudun dopo l'incendio che devastò la cittadina nel 1723. Durante la Rivoluzione francese la cappella fu saccheggiata e gli edifici furono usati come caserme; il castello fu nuovamente danneggiato dai prussiani durante la battaglia di Châteaudun nel 1870. Nel 1938 fu acquistato dallo Stato francese, che ne iniziò il restauro.

## Descrizione

### Mastio

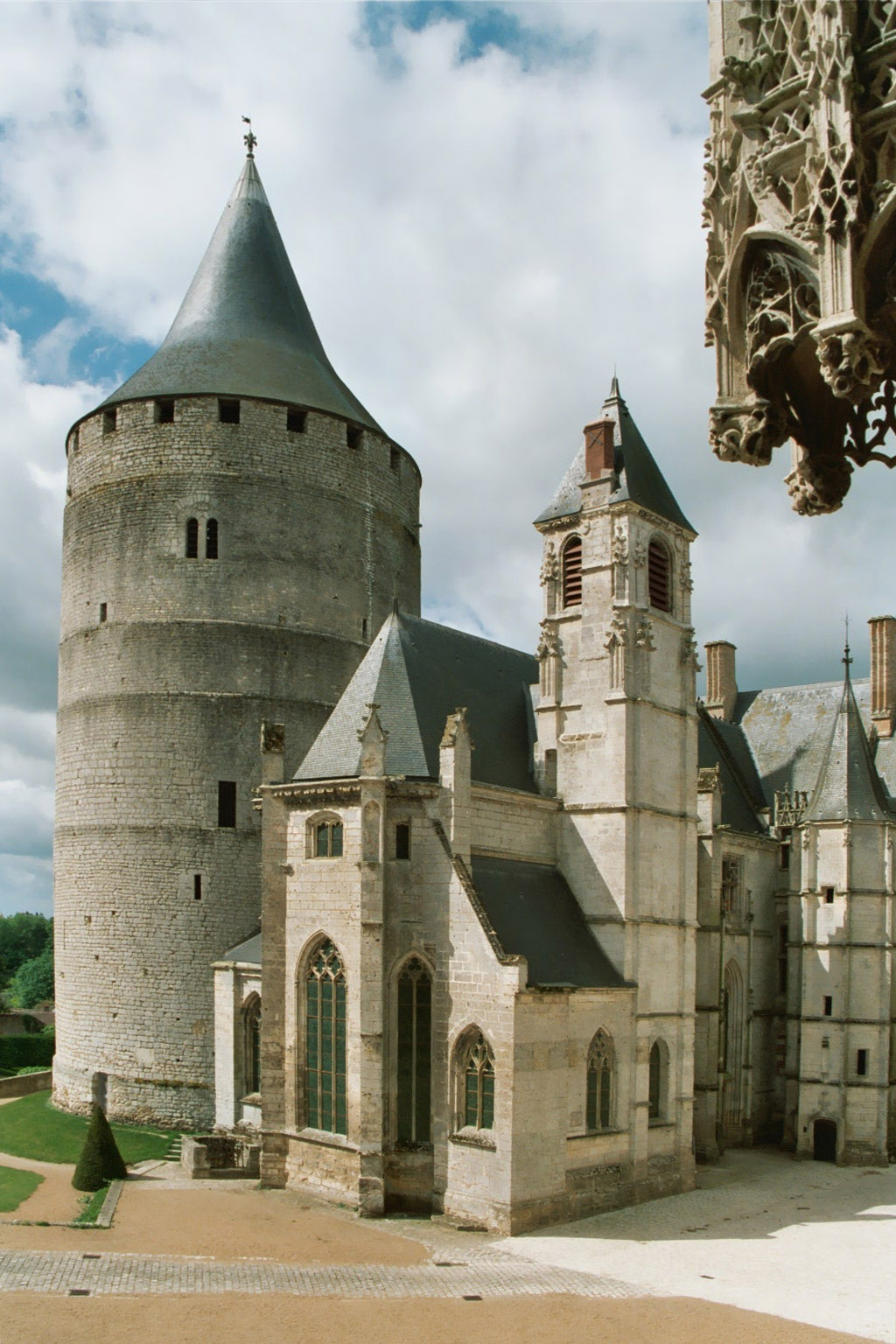
Il mastio e la Sainte-Chapelle

Il mastio, di forma circolare, ha un'altezza complessiva di 42 metri un diametro di 17 metri. Fu costruito nel 1180 con muri spessi 4 metri e si articola su tre livelli. L'accesso all'edificio in origine avveniva attraverso una porta situata a 10 metri di altezza; oggi questa porta è in comunicazione con il solaio della cappella.

### Sainte-Chapelle
La Sainte-Chapelle è una delle dieci cappelle costruite dai principi reali e dai re di Francia nel Medioevo. Fu costruita tra il 1451 e il 1493 su volontà di Jean de Dunois in più fasi: il coro e la cappella superiore furono costruiti tra il 1451 e il 1454, mentre la navata e l'oratorio sud furono costruiti dal 1460 al 1464. Il campanile fu costruito nel 1493. La cappella inferiore contiene una quindicina di statue di santi venerati dal Dunois e dalla sua famiglia che furono realizzate dalle botteghe della Loira nel XV secolo. Sul muro dell'oratorio sud è dipinto un affresco raffigurante il Giudizio Universale, risalente alla fine del XV secolo.

### Ala Dunois
L'ala ovest, o ala Dunois, fu voluta da Jean de Dunois e fu costruita intorno al 1460 in stile gotico su cinque piani. Al suo interno è conservata una delle poche aule di tribunale dell'Ancien Régime, che fu rivestita in legno e decorata con lo stemma reale nel Seicento, quando Luigi XIV soggiornò nel castello, e che fu utilizzata anche durante la Rivoluzione francese. L'edificio comprende uno scalone in stile gotico che ricorda quello voluto da Carlo V al Palazzo del Louvre.

### Ala Longueville
L'ala nord, o ala Longueville, è un esempio di stile Luigi XII, che costituisce una transizione tra il gotico e lo stile rinascimentale. L'inizio della costruzione, comprendente i piani interrati, fu eseguito sotto Francesco I di Orleans-Longueville dal 1469 al 1491, mentre i piani superiori furono completati da Francesco II e dai suoi discendenti durante il primo quarto del XVI secolo, utilizzando come materiale da costruzione il tuffeau. L'ala comprende un'ampia stanza di 300 mq e una scala in stile rinascimentale decorata con motivi all'italiana, che richiama la disposizione della scala gotica dell'ala Dunois.

### Arazzi

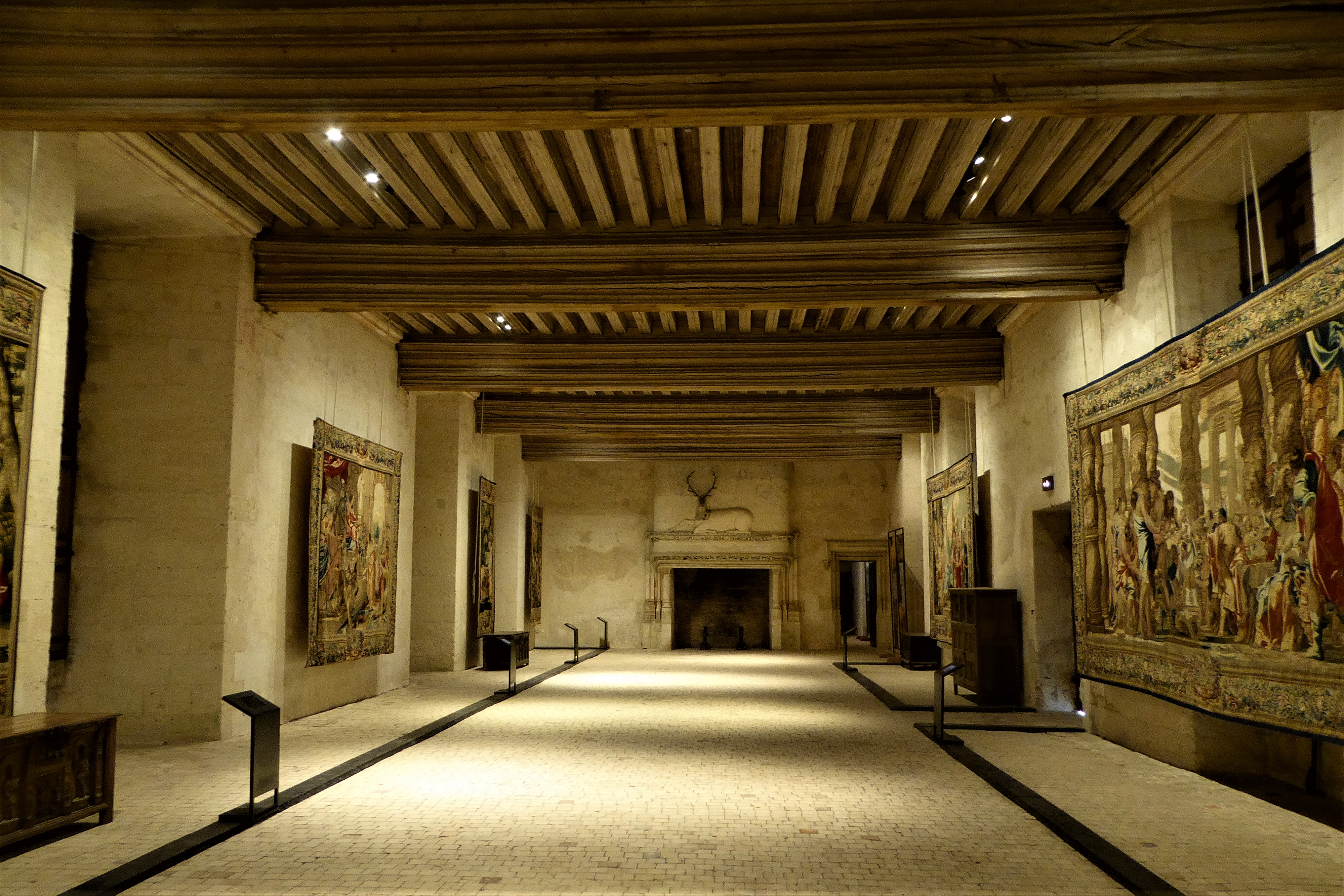
Una delle sale contenenti gli arazzi

Negli appartamenti di Caterina d'Alençon, situati al piano nobile dell'ala Longueville, è conservata una collezione di settanta arazzi, tra cui una serie di sette pezzi arazzi, classificati come Monumento storico di Francia, che rappresentano la Storia di Clorinda e Tancredi, ispirata alla Gerusalemme liberata di Torquato Tasso. Il ciclo di arazzi è stato realizzato a partire da cartoni di Michel Corneille dagli atelier del faubourg di Saint-Germain a Parigi intorno al 1661.
Al piano terra della stessa ala, negli appartamenti del Duca, sono conservati i sette pezzi dell'Arazzo dell'Antico Testamento. Questi arazzi, tessuti in lana e seta, furono realizzati a Parigi nelle botteghe del faubourg di Saint-Marcel tra il 1640 e il 1650, sulla base di cartoni del pittore Simon Vouet.

## Galleria d'immagini

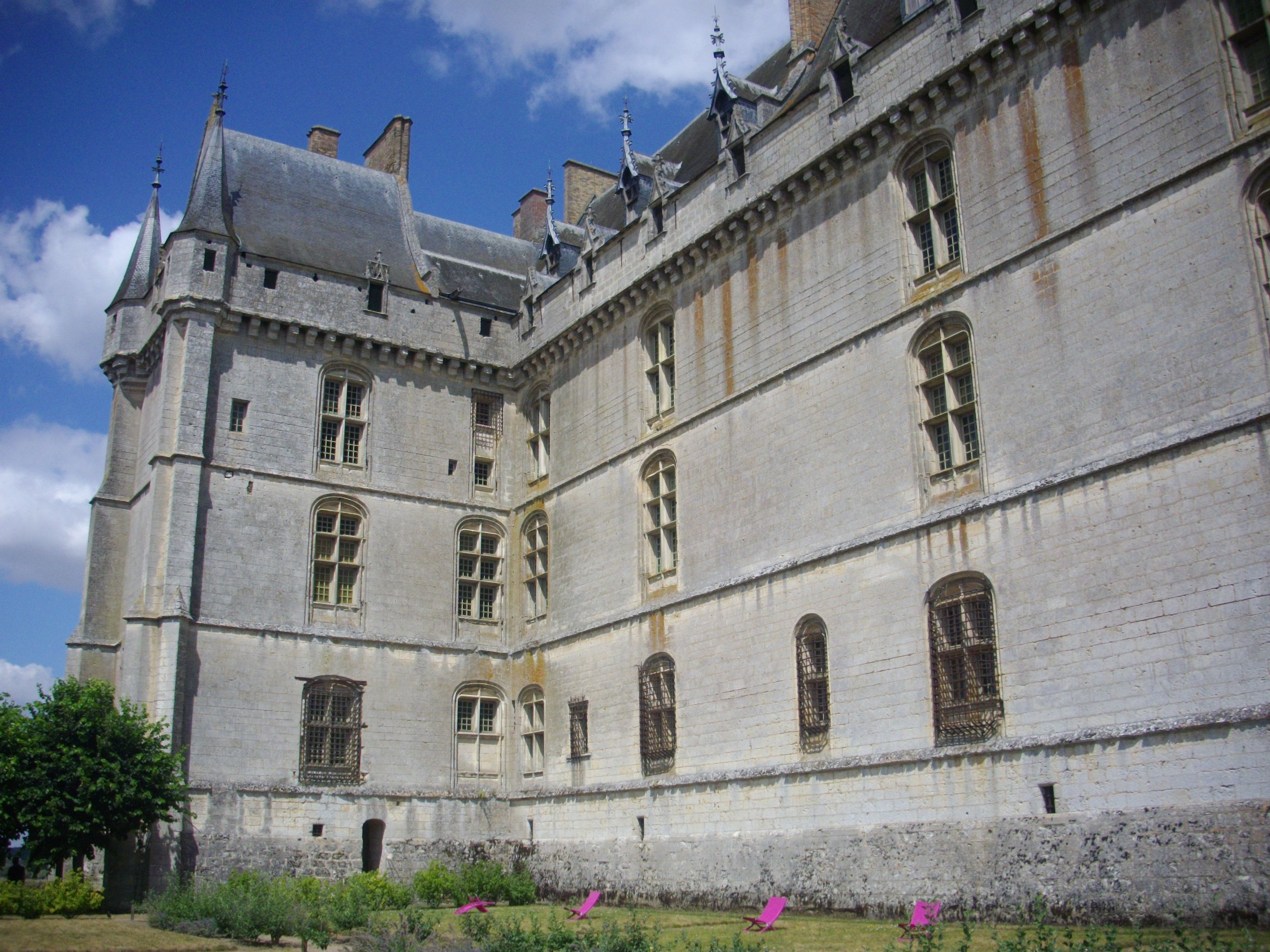
Vista dell'ala Dunois
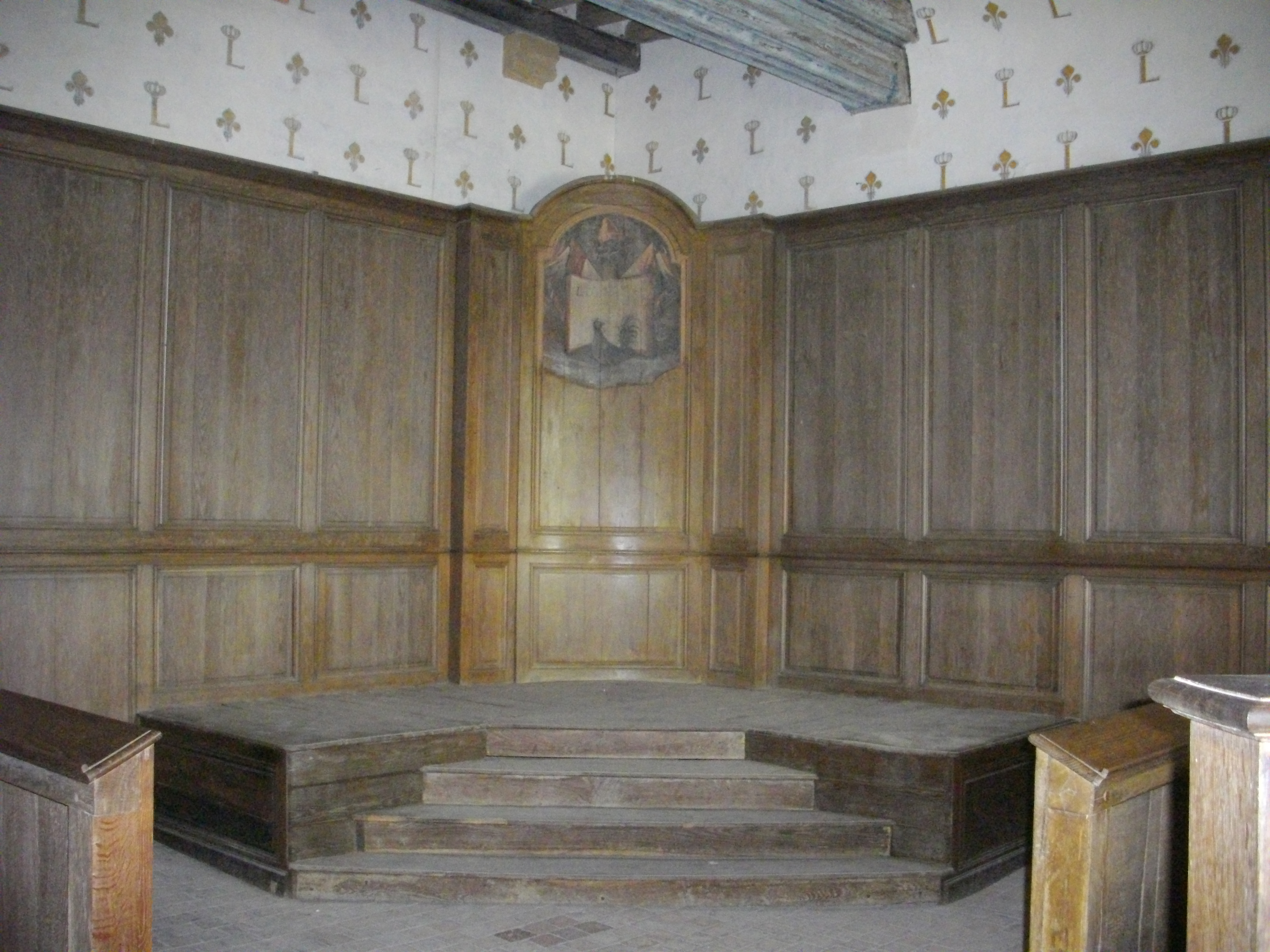
L'antica aula di tribunale nell'ala Dunois
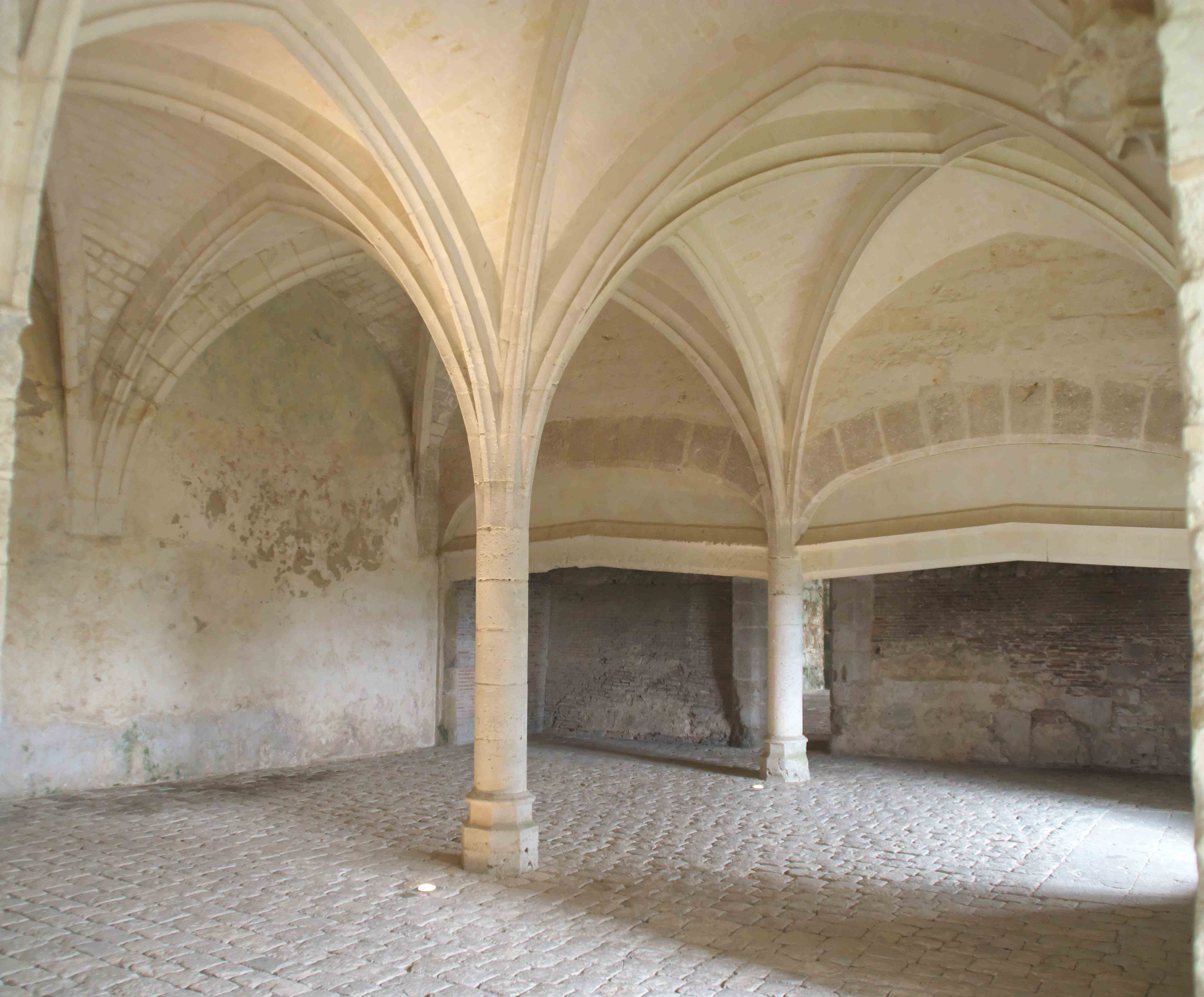
Cucine medievali nell'ala Dunois
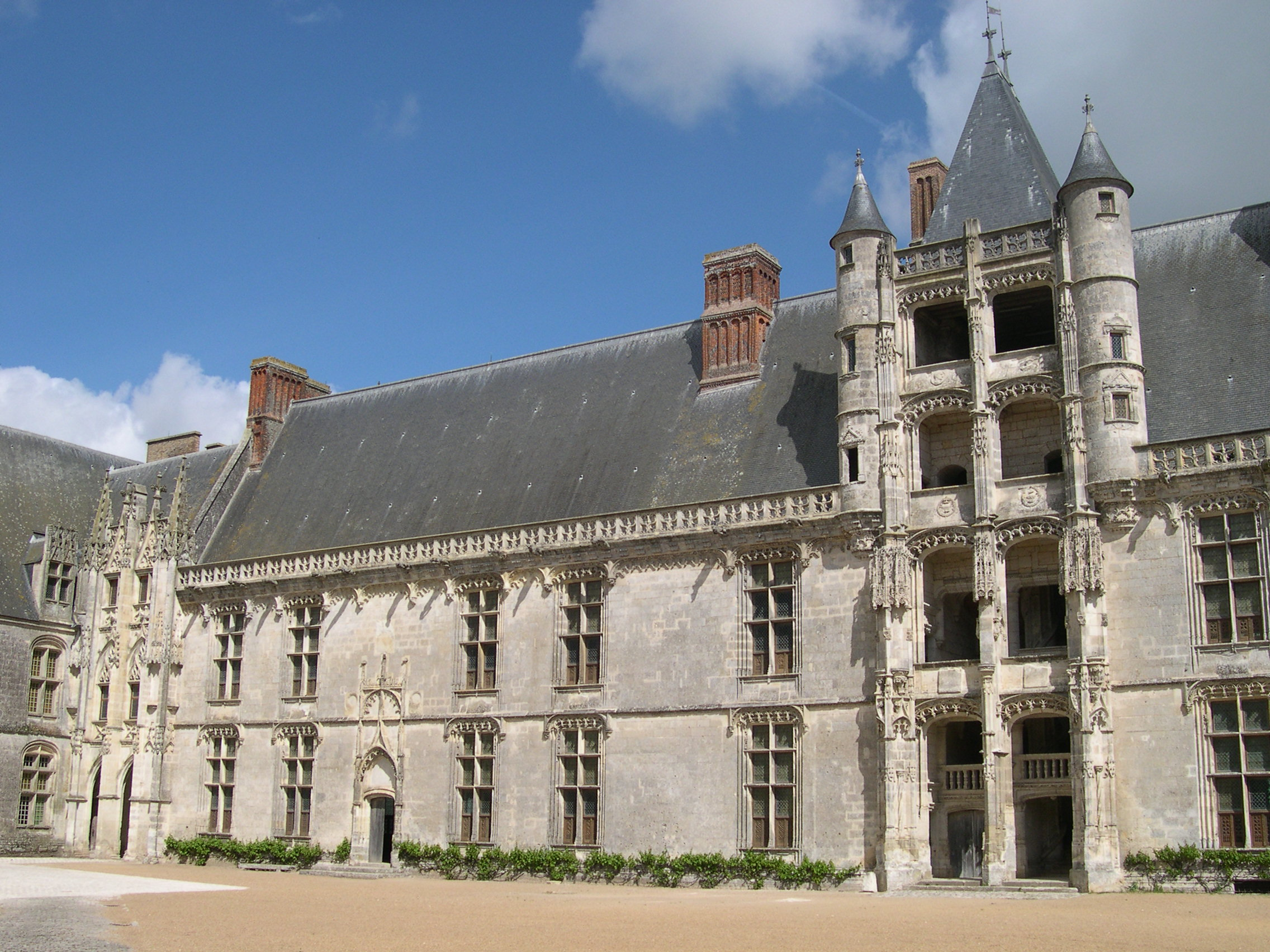
Vista dell'ala Longueville
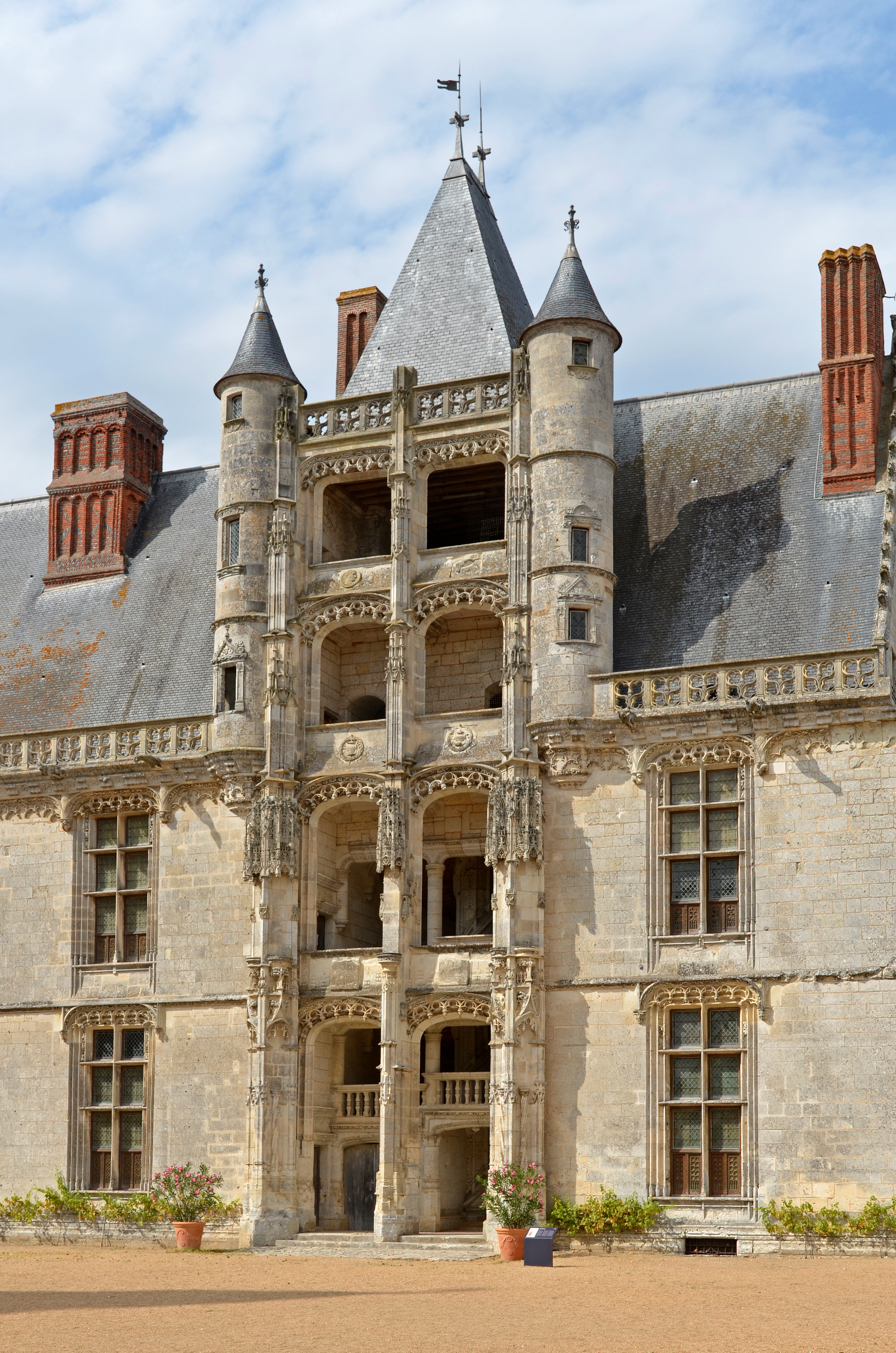
Particolare dell'ala Longueville
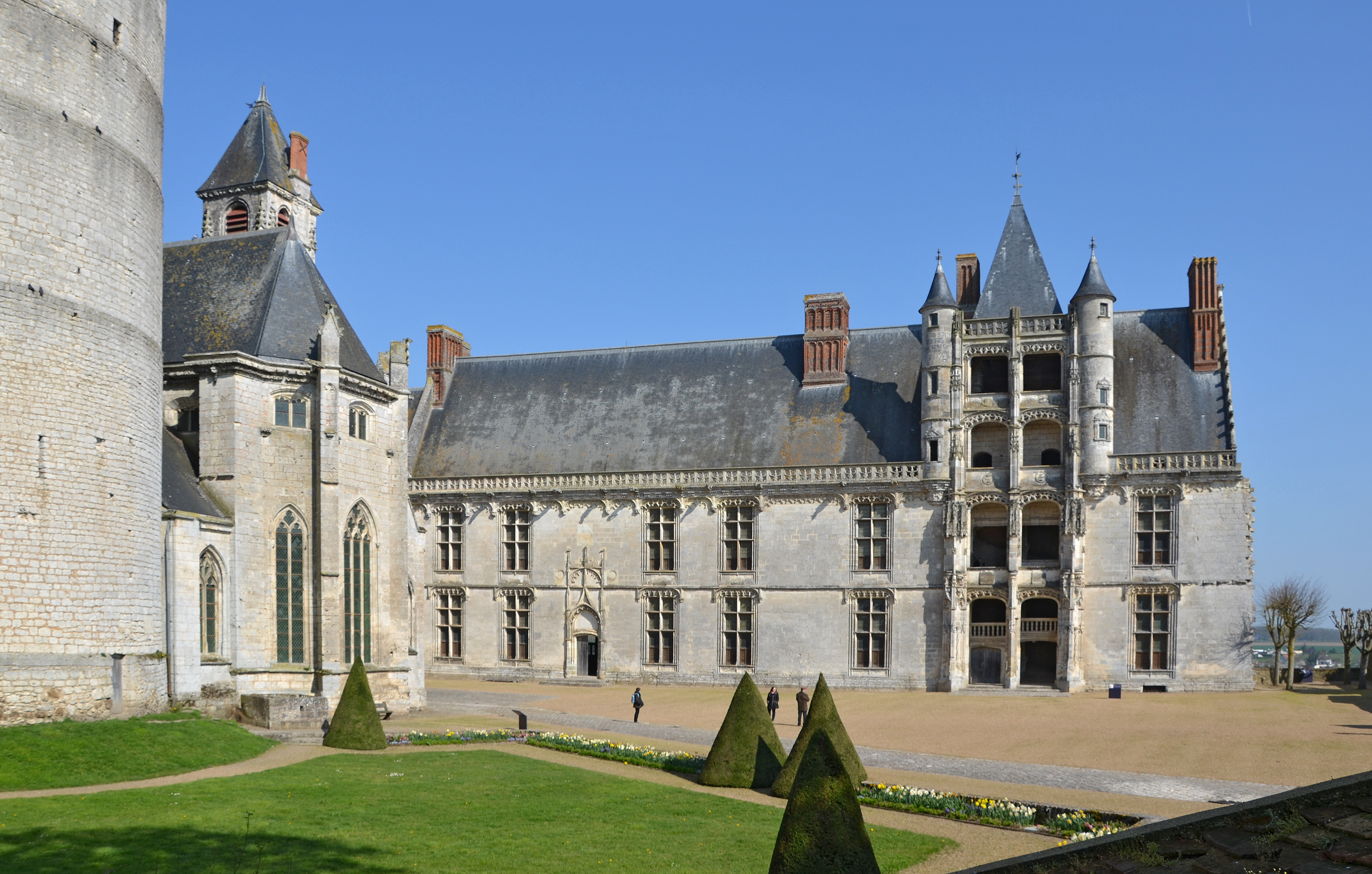
Vista complessiva del cortile